# Vale de Cavalos
Vale de Cavalos ist eine Gemeinde (Freguesia) im portugiesischen Kreis Chamusca. In ihr leben 814 Einwohner (Stand 19. April 2021).